# PrankStars
PrankStars is een verborgencamera-realityprogramma dat in première ging op Disney Channel op 15 juli 2011. Het wordt gepresenteerd door Mitchel Musso. De serie volgt kinderen en jongeren die gefopt worden door vrienden en familie door hun sterren te ontmoeten in een humoristische sketch. Het programma is het eerste realityprogramma na Totally in Tune. De reeks wordt maandelijks uitgezonden.
Doordat presentator Musso in oktober 2011 werd gearresteerd wegens rijden onder invloed, werden er sindsdien geen nieuwe afleveringen meer uitgezonden op Disney Channel VS. De nieuwe afleveringen bleven wel doorlopen op  Disney Channel UK.
De serie werd vanaf 20 februari 2012 ook uitgezonden in Vlaanderen.

## Sterren
| Ster                  | Aflevering | Serie                                                 |
| --------------------- | ---------- | ----------------------------------------------------- |
| Selena Gomez          | 1          | Wizards of Waverly Place                              |
| Mitchel Musso         | 1          | Pair of Kings, Hannah Montana                         |
| Debby Ryan            | 1          | Jessie, The Suite Life on Deck                        |
| Adam Hicks            | 2          | Lemonade Mouth, Zeke & Luther                         |
| China Anne McClain    | 2          | A.N.T. Farm                                           |
| Cody Simpson          | 3          | Geen                                                  |
| Zendaya               | 3          | Shake It Up, Frenemies                                |
| Leo Howard            | 4          | Kickin' It                                            |
| Tiffany Thornton      | 4          | So Random!, Sonny with a Chance                       |
| Raven-Symoné          | 5          | That's So Raven                                       |
| Bella Thorne          | 5          | Shake It Up, Frenemies                                |
| Allstar Weekend       | 6          | Geen                                                  |
| Bridgit Mendler       | 6          | Good Luck Charlie, Lemonade Mouth                     |
| David Henrie          | 7          | Wizards of Waverly Place                              |
| Stefanie Scott        | 7          | A.N.T. Farm, Frenemies                                |
| Dylan en Cole Sprouse | 7          | The Suite Life on Deck, The Suite Life of Zack & Cody |

## Series overview
| Seizoen | Seizoen   | Afleveringen | Uitgezonden (Amerika) | Uitgezonden (Amerika) | Uitgezonden (Vlaanderen/Nederland) | Uitgezonden (Vlaanderen/Nederland) |
| Seizoen | Seizoen   | Afleveringen | Seizoenspremière      | Seizoensfinale        | Seizoenspremière                   | Seizoensfinale                     |
| ------- | --------- | ------------ | --------------------- | --------------------- | ---------------------------------- | ---------------------------------- |
|         | Seizoen 1 | 10           | 15 juli 2011          | NNB                   | 20 februari 2012                   | NNB                                |

## Afleveringen
| Nr. | Titel                                  | Uitzenddatum      | Uitzenddatum     |
| --- | -------------------------------------- | ----------------- | ---------------- |
| 1   | Something To Chew On (Pilotaflevering) | 15 juli 2011      | 20 februari 2012 |
| 2   | Game Showed Up                         | 12 augustus 2011  | 27 februari 2012 |
| 3   | Walk the Prank                         | 23 september 2011 | 5 maart 2012     |
| 4   | Stick It To Me                         | 16 oktober 2011   | 12 maart 2012    |
| 5   | Adventures in Dogsitting               | 25 november 2011  | 19 maart 2012    |
| 6   | Secret Agent                           | 16 december 2011  | 26 maart 2012    |
| 7   | Open The Doors                         | 27 januari 2012   | 2 april 2012     |
| 8   | NNB                                    | NNB               | NNB              |
| 9   | NNB                                    | NNB               | NNB              |
| 10  | NNB                                    | NNB               | NNB              |